# Beishanlong
Beishanlong is een theropode dinosauriër behorend tot de Ornithomimosauria, die tijdens het vroege Krijt leefde in het gebied van het huidige China.

## Naamgeving en vondst
De typesoort Beishanlong grandis is in 2009 benoemd en beschreven door Peter Makovicky, Li Daiqing, Gao Keqin, Matthew Lewin, Gregory Erickson en Mark Norrell. De geslachtsnaam verwijst naar de regio Beishan (北山 ofwel "Noordelijke Bergen") in de provincie Gansu en verbindt de naam daarvan met het Chinese woord voor "draak", 龍, long. De soortaanduiding betekent "de grote" in het Latijn en is een verwijzing naar het relatief grote formaat van de soort voor een ornithomimosauriër. Bij elkaar betekent de hele soortnaam ongeveer "De Grote Draak van de Noordelijke Bergen".
Drie fossielen werden opgegraven in een laag van de Xinminpugroep (Aptien-Albien, 112 miljoen jaar oud). Het holotype FRDC-GS GJ (06) 01-18, gevonden in 2006, bestaat uit een gedeeltelijk skelet zonder schedel. Het omvat de linkerarm, het schouderblad, een halswervel, acht staartwervels, twee doornuitsteeksels van voorste staartwervels, chevrons en ribben, het linkerzitbeen, de rechterachterpoot en een linkerscheenbeen. De paratypen, gevonden in 2007, zijn een ongenummerd specimen, uit dezelfde collectie van het Fossil Research and Development Center, bestaande uit delen van de achterpoten van een groot exemplaar in een iets jongere laag gevonden en FRDC-GS JB(07)01-01, een paar schaambeenderen. Een al in 1999 gevonden specimen, IVPP V12756 bestaande uit een voet, is voorlopig aan de soort toegewezen.

## Beschrijving

### Algemene bouw en grootte
Het meest opvallende kenmerk van Beishanlong is de grootte: het holotype is volgens de beschrijvers met een heuphoogte van twee meter zo groot als volwassen exemplaren van Gallimimus en woog, extrapolerend vanuit het dijbeen, 626 kilogram maar was nog niet volgroeid. Histoloog Gregory Erickson van de Florida State University heeft een speciaal botonderzoek uitgevoerd naar de microstructuur van de bovenste schacht van het rechterkuitbeen. Hieruit bleek dat het exemplaar ongeveer veertien jaar oud was — er waren dertien of veertien groeilijnen aanwezig — maar zijn groeistop nog niet bereikt had, hoewel de groei wel aan het vertragen was. Gregory S. Paul schatte daarom in 2010 de volwassen grootte op een lengte van zeven meter; het gewicht daarentegen gaf hij wat lager op vijfhonderdvijftig kilogram. Beishanlong zou daarmee zelfs de plaats van Gallimimus innemen als de grootste bekende zekere ornithomimosauriër, ware het niet dat daarvan fragmenten gevonden zijn die duiden op een lengte van acht meter. De bouw van Beishanlong was daarbij zwaar, met robuuste ledematen. Voor de rest lijkt het dier in het algemeen niet af te wijken van de morfologie van zijn verwanten: het is waarschijnlijk een snelle warmbloedige tweevoeter met een primitief verenkleed; een lange nek draagt een kleine tandeloze kop. De bewaarde resten omvatten de gebruikelijke lange armen en benen. De handen, voeten en hun klauwen zijn echter niet zo extreem verlengd als bij latere vormen.

### Diagnose
De beschrijvers stelden ook enkele kenmerken vast waarin Beishanlong zich van verwanten onderscheidt. In de eerste plaat was dit de voornoemde grote afmeting. Dit is een problematisch kenmerk daar grootte altijd relatief is en er ook andere grote ornithomimosauriërs zijn; behalve Gallimimus ook mogelijk de gigant Deinocheirus. Het lijkt echter waarschijnlijk dat Beishanlong een aftakking vertegenwoordigt waarin deze eigenschap zich afzonderlijk ontwikkeld heeft. De andere onderscheidende kenmerken bestaan uit kleine details van het skelet: de doornuitsteeksels van de voorste staartwervels hebben een inkeping op de bovenkant; de middelste staartwervels zijn gekield; ten minste één middelste staartwervel heeft een extra doornuitsteeksel; de middelste staartwervels hebben opvallende dubbele richels tussen de voorste en achterste werveluitsteeksels over de zijkanten lopen, met een trog ertussen; de richel op het schouderblad boven het schoudergewricht heeft aan de voorkant een opvallende groeve.

### Skelet

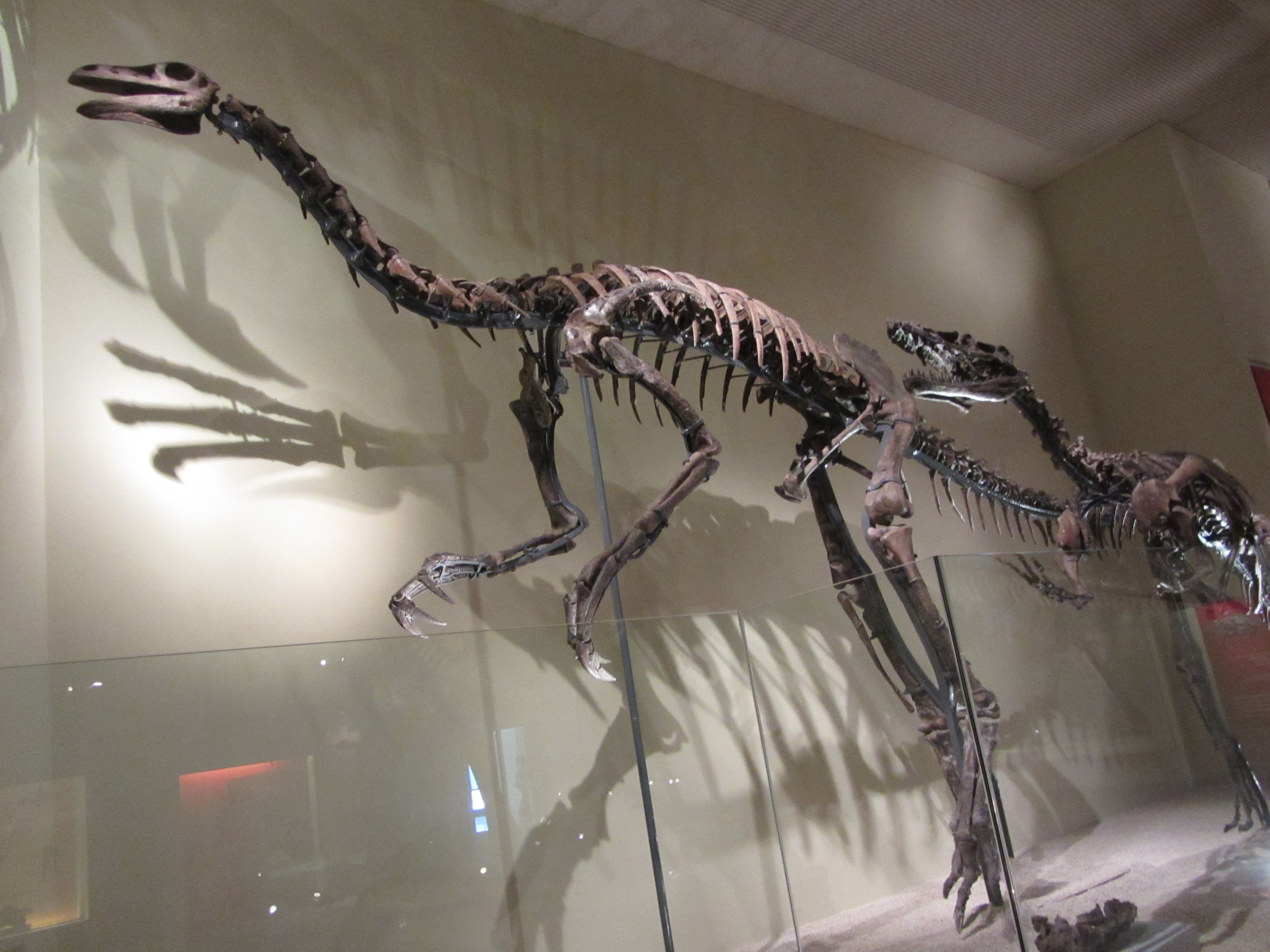
Beishanlong aangevallen door Xiongguanlong

De voorste werveluitsteeksels van de achterste staartwervels vernauwen naar het einde toe. Het extra doornuitsteeksel van de middelste staartwervel bestaat uit een klein blad op de bovenrand van de normale spina.
De voorpoten zijn in hun geheel relatief krachtig gebouwd. Het schouderblad, 622 millimeter lang, is slank met een lichte verbreding aan het bovenste uiteinde. Het ravenbeksbeen is laag, 245/243 millimeter, en heeft een opvallende horizontale richel onder het schoudergewricht lopen die doorloopt tot over de bovenkant van het langwerpige achterblad dat van het gewricht gescheiden wordt door een diepe inkeping. Het schoudergewricht staat het opperarmbeen een heffing toe tot een horizontale positie maar deze humerus kan in geheven stand niet eens haaks op de romp geplaatst worden; het wordt gedwongen tot een meer naar achteren gerichte houding. Het opperarmbeen is robuust, 465 millimeter lang, en sterk naar binnen gekromd. De ellepijp van 382 millimeter en het spaakbeen van 338 millimeter zijn recht en hecht aaneensluitend aan hun onderste uiteinden zodat enige rotatie van de onderarm uitgesloten is. Van de middenhand is alleen het derde middenhandsbeen bekend, 169 millimeter lang; dat heeft een trapeziumvormige bovenste gewricht terwijl het onderste geen scharniergewricht is maar een boller oppervlak heeft dat een zijwaartse beweging aan de derde vinger toestaat; de zijkanten dragen diepe uithollingen voor het gewrichtskapsel. Er zijn vier vingerkootjes bewaard met posities I-1, I-2, III-3 en III-4. Het eerste kootje van de eerste vinger heeft een lengte van 204 millimeter; het derde van de derde vinger een van 125 millimeter. De duimklauw is erg krom; de klauw van de derde vinger veel rechter. De duimklauw, het tweede kootje van de eerste vinger, heeft een lengte over de kromme gemeten van zestien centimeter; de klauw van de derde vinger van 155 millimeter maar deze steekt door zijn afplatting toch een stuk verder uit. Aan de onderkant van de bases van beide klauwen zijn de verheffingen voor aanhechting van de buigende spieren omringd door een diepe groeve.
Het zitbeen toont de voor ornithomimosauriërs gebruikelijke kromming naar voren. Het dijbeen, zesenzestig centimeter lang, is robuust met een vleugelvormige trochanter minor van de trochanter major gescheiden door een diepe kloof en ervoor maar veel lager geplaatst een grote secundaire trochanter. De vierde trochanter op de achterrand van de schacht is goed ontwikkeld met een uitlopende middenrichel. Het scheenbeen, ook met een lengte van zesenzestig centimeter,is robuust met bovenaan een duidelijke crista cnemialis en ondereen een sterk verbreed uiteinde. Aan de binnenkant bevindt zich een opvallende crista fibularis die echter niet helemaal naar onderen doorloopt. Het kuitbeen, 622 millimeter lang, versmalt snel naar onderen. De schacht mist een duidelijke aanhechting voor de Musculus iliofibularis. Het sprongbeen en het calcaneum zijn niet vergroeid in het holotype, een teken dat het exemplaar nog niet volwassen was. Het calcaneum is vrij klein en erg smal; het steunt maar de helft van de bovenliggende gewrichtsknobbel van het scheenbeen. De middenvoet is relatief kort en breed. Het derde middenvoetsbeen is bovenaan wel iets toegeknepen maar wordt niet van de voorkant van de middenvoet gedrongen, de echte arctometatarsale conditie is dus afwezig. Evenmin verbreedt het element plotseling naar beneden toe. Het derde middenvoetsbeen is met 403 millimeter het langst en heeft onderaan een driehoekige doorsnede. Het tweede middenvoetsbeen is veel korter. Het eerste middenvoetsbeen draagt een functionele teen, een basaal kenmerk. Ook basaal is de vorm van de voetklauwen: driehoekig in doorsnede, vrij kort en breed met een tamelijk sterke kromming in plaats van lang en plat zoals bij meer afgeleide vormen. Hun onderkant is licht uitgehold rond een kleine aanhechting voor de pees van de buigende spier; de randen van die uitholling lopen achteraan uit in een ruwe kleine spoor.

## Fylogenie
Beishanlong is in de Ornithomimosauria geplaatst. De beschrijvers hebben een kladistische analyse uitgevoerd en daarin bleek dat Beishanlong het zustertaxon was van Harpymimus: samen vormen ze een klade die een iets meer afgeleide positie in de stamboom inneemt dan Shenzhousaurus en het zustertaxon is van een klade die weer Garudimimus en de Ornithomimidae als zustertaxa heeft.
De soort heeft enkele basale kenmerken: een scharniergewricht aan het eerste middenhandsbeen, diepe uithollingen voor het gewrichtskapsel op het derde middenhandsbeen, een ondiep ravenbeksbeen met een diepe inkeping achter het schoudergewricht; een voet waarin het derde middenvoetsbeen bovenaan niet geheel van de voorkant is gedrongen en gekromd voetklauwen. Daarentegen is de gebogen schacht van het zitbeen een afgeleid kenmerk dat met de ornithomimiden gedeeld wordt. Eigenschappen die typerend zijn voor zijn positie in de stamboom zijn: gekielde staartwervels zoals bij Harpymimus; een ravenbeksbeen met een opvallende richel die ontspruit aan de verheffing op de buitenste zijkant van het blad, wat ook door Archaeornithomimus getoond wordt en rechtere handklauwen aan de tweede en derde vinger dan aan de eerste, een kenmerk gedeeld met Harpymimus en Archaeornithomimus.

## Levenswijze
De beschrijvers nemen aan dat Beishanlong een planteneter was en verwijzen naar het feit dat in dezelfde habitat Suzhousaurus en Gigantoraptor voorkwamen, wat ze zien als een geval van parallelle evolutie van gigantisme die mogelijk gemaakt zou zijn doordat verschillende ontwikkelingslijnen binnen de Coelurosauria overgingen op het eten van planten. Beishanlong werd gevonden in een mesische, ofwel halfnatte, habitat die een fauna toonde van Therizinosauroidea, Hadrosauroidea, Tyrannosauroidea en schildpadden. Zulke levensgemeenschappen waren volgens de beschrijvers typisch voor ecologische systemen met overeenkomstige klimaatomstandigheden in het Krijt van Azië. Xerische, ofwel droge, leefgebieden zouden zich daarentegen kenmerken door een fauna van Neoceratopia en Maniraptora en ornithomimosauriërs ontberen. Beishanlong was een mogelijke prooi van Xiongguanlong.